# Африканський чагарниковий вуж великоокий
Африканський чагарниковий вуж великоокий (Philothamnus macrops) — неотруйна змія з роду африканські чагарникові вужі родини вужеві. Інша назва «узамбарська зелена змія».

## Опис
Загальна довжина сягає 1 м. Тулуб досить стрункий. Очі великі з помаранчевою або жовтою райдужкою. Основний тон тіла коливається від темно-зеленого до коричневого з рідко розташованими яскраво-зеленими кільцями навколо тулуба. Краї луски підкреслені чорним, білим або салатовим, що надає змії строкате маскувальне забарвлення. Іноді зустрічається малюнок з великих зелених плям неправильної форми на темному, майже чорному фоні. Голова зазвичай однотонна, зелена, злегка розширена в основі. 

## Спосіб життя
Полюбляє вторинні ліси, густі чагарникові зарості, рідколісся, вологі савани та гірські ліси. Зустрічається на висоті до 2000 м над рівнем моря. Часто тримається біля води та у вологих місцинах. Активна вдень. Веде напівдеревний спосіб життя, нерідко зустрічається на землі, хоча чудово лазить по деревах. Харчується жабами та ящірками. 
Це яйцекладна змія.

## Розповсюдження
Мешкає на сході Танзанії на схилах масиву Узамбара, о.Занзібар, зрідка зустрічається на півночі Мозамбіку. 